# 1979 en photographie
| Années de la photographie : 1976 - 1977 - 1978 - 1979 - 1980 - 1981 - 1982    |
| Décennies de la photographie : 1940 - 1950 - 1960 - 1970 - 1980 - 1990 - 2000 |

Cet article présente les faits marquants de l'année 1979 en photographie.

## Événements
- Création à Vevey du Musée suisse de l'appareil photographique.
- Alain Desvergnes, photographe et professeur à l'université Saint-Paul d'Ottawa, prend la direction des Rencontres internationales de la photographie d'Arles, poste qu'il occupe jusqu'en 1982, et qu'il quitte  pour créer l'École nationale de la photographie à Arles.
- Le magazine hebdomadaire français d'actualités et d'images Paris Match adopte la devise : « Le poids des mots, le choc des photos »[1].
- 5 décembre : Lucien Clergue soutient avec succès à l’université de Provence Aix-Marseille I sa thèse de doctorat ès lettres avec option photographie[2] ; Roland Barthes est membre du jury. La thèse, publiée sous le titre Langage des sables, ne comporte aucun mot, seulement des images[3].
- janvier-mars : la sonde spatiale américaine Voyager 1 survole Jupiter et ses lunes et en prend les premières photographies, 19 000 au total.
- septembre : la sonde spatiale américaine Pioneer 11 survole Saturne et ses lunes et en prend les premières photographies en basse résolution ; leur résolution est trop faible pour discerner des détails de leur surface[4].

## Photographies notables
- Jeff Wall, Picture for Women (en)[5].

## Livres de photographies
- Georges Azenstarck et Marcel Lorre, Ces patrons éclairés qui craignent la lumière, texte de Gérard Mordillat et Nicolas Philibert, Paris, Éditions Albatros, coll. « Histoires imaginaires », no  2, 223 p.
- Alexandra David-Néel, Le Tibet d'Alexandra David-Néel (textes et photographies d'A. David-Néel choisis et présentés par Françoise Borin), Paris, Plon, 155 p.  (ISBN 2-259-00508-X)[6].
- Robert Doisneau, Trois secondes d'éternité, Paris, Éditions Contrejour, 143 p.  (ISBN 2-85949-025-6).
- Georg Gerster, Le Pain et le sel. Vues aériennes, Paris, éditions Arthaud, 1980, 263 p.  (ISBN 978-2-70030-336-0)[7].
- Joel Meyerowitz, Cape Light : color photographs, Boston, Museum of Fine Arts, 1979  (ISBN 9780878461325).
- Michel Tournier, Des Clefs et des serrures : images et proses, Paris, Chêne / Hachette, 195 p.  (ISBN 2-85108-234-5)[8].

## Études, essais, articles
- Susan Sontag (trad. Gérard-Henri Durand, Guy Durand), La Photographie : essai, Paris, Seuil, coll. « Fiction et Cie », 220 p. (ISBN 2-02-005235-0) : traduction de son ouvrage On Photography publié en 1977 à New York[9].

## Expositions
- 14 mars - 30 avril : Albert Renger-Patzsch photographe, Centre Georges-Pompidou, Paris[10].
- 23 mars - 3 mai : Projects: Martín Chambi and Edward Ranney, Museum of Modern Art (MoMA), New York[11].
- 11 juin - 2 septembre : Robert Doisneau : Paris, les passants qui passent, Musée d'art moderne, ARC, Paris[12].
- 20 juin - 24 juillet : À l'origine de la photographie, le calotype au passé et au présent, Bibliothèque nationale, Paris[13].
- 16 juin - 16 septembre : Venezia 79 la fotografia (it), organisée par la ville de Venise, le Centre international de la photographie et l'UNESCO ; 26 expositions, 46 ateliers animés par des photographes, ainsi que des conférences, dans toute la ville[14],[15].
- 20 juin - 24 juillet : A l'origine de la photographie : le calotype au passé et au présent, Bibliothèque nationale, Paris.

- 14 septembre - 22 octobre : Janine Niépce, Musée Nicéphore-Niépce, Chalon-sur-Saône.

- octobre - novembre : Les Reutlinger : photographes à Paris, 1850-1937, Bibliothèque nationale, Paris : exposition consacrée à Charles Reutlinger, Émile Reutlinger (de), Léopold-Émile Reutlinger et Jean Reutlinger[16].
- 9 novembre - 10 décembre : André Villers, Musée Nicéphore-Niépce, Chalon-sur-Saône.
- 9 novembre - 6 janvier 1980 : Boubat, Fondation nationale de la photographie, Lyon.
- 14 novembre - janvier 1980 : Eliot Porter. Intimate Landscapes, Metropolitan Museum of Art (The Met), New York ; première exposition au Met de photographies en couleurs consacrée à un  seul photographe[17].
- 16 novembre - 15 janvier 1980 : Les Parisiens au fil des jours : 1900-1960 : photographies Séeberger frères, Bibliothèque historique de la ville de Paris[18].
- 21 novembre - 14 janvier 1980 : Photographies de Wols, Musée national d'Art moderne, Centre Georges-Pompidou, Paris[19],[20].
- 14 décembre - 30 septembre 1980 : Visible invisible : aspects de la photographie scientifique, Palais de la découverte, Paris.
- Duane Michals, Galerie La Remise du Parc, Paris[21].

## Festivals et congrès photographiques
- 7-27 juillet : 10e Rencontres de la photographie d'Arles[22],[23].

## Prix et récompenses
- Grand Prix national de la photographie : Willy Ronis.
- Prix Niépce : Françoise Saur.
- Prix Nadar : Richard Avedon, Photographies 1947-1977, Paris, Denoël / Filipacchi, 162 p., 1978.
- Prix Kodak de la critique photographique : 1er prix : Alain Vuillaume.
- Médaille David-Octavius-Hill : Fritz Brill, Kurt Julius.
- Prix Erich-Salomon : Der 7.Sinn, émissions de la Westdeutscher Rundfunk Köln.
- Prix culturel de la Société allemande de photographie :  Andor Kraszna-Krausz, Allan Porter et Wolf Strache.
- Prix Robert Capa Gold Medal : Kaveh Golestan (en), Time, révolution iranienne[24].
- Prix Ansel-Adams : non attribué.
- Prix Pulitzer :
  - Prix Pulitzer de la photographie d'article de fond : le Boston Herald pour sa couverture photographique du blizzard de 1978.
  - Pulitzer Prize for Spot News Photography : Thomas J. Kelly III, du Pottstown Mercury, Pennsylvanie, pour une série intitulée Tragédie sur la route de Sanatoga.
- Prix de la Société de photographie du Japon / prix annuel : Tadahiko Hayashi, Association des photographes publicitaires du Japon / espoirs : Kazuyoshi Nomachi.
- Prix Kimura Ihei: Mitsuaki Iwagō et Seiji Kurata.
- Prix Ina-Nobuo : Satoshi Kuribayashi.
- World Press Photo de l'année : Sadayuki Mikami pour son reportage photographique en mars 1978 sur les manifestations contre l'Aéroport international de Narita au Japon[25].
- Médaille du progrès de la Royal Photographic Society : Bill Brandt.

## Naissances
- 28 février : Antonio Faccilongo, reporter-photographe et photographe documentaire italien.
- 4 avril : Gonçalo Lobo Pinheiro, photojournaliste et photographe documentaire portugais, actif à Macao.
- 17 mai : Anthony Wallace, photojournaliste britannique.
- 6 juillet : Masashi Asada, photographe japonais, lauréat du prix Kimura Ihei en 2009.
- 29 décembre : Tomás Camarillo, écrivain et photographe espagnol.

- Date précise inconnue ou non renseignée :
  - Alain Delorme, photographe français.
  - Bülent Kılıç, photojournaliste et photographe turc, lauréat en 2014 du Prix Pulitzer de la photographie d'actualité.
  - Evangelía Kranióti, artiste, réalisatrice et photographe grecque.
  - Deana Lawson, artiste et photographe américaine.
  - Douraïd Souissi, photographe tunisien.

## Décès
- 4 janvier : Josep Masana, photographe photojournaliste et pictorialiste espagnol, né le 16 mai 1892.
- 21 février : Carol Jerrems, photographe et cinéaste australienne, née le 14 mars 1949.
- 23 mai : Nora Dumas, photographe humaniste hongroise, née en 1890.
- 3 juillet : François Kollar, photographe publicitaire et industriel français d'origine hongroise et slovaque, né le 8 octobre 1904.
- 12 juillet : René Zuber, photographe et documentariste français, né le 19 novembre 1902.
- 28 septembre : Lothar Wolleh, photographe allemand, né le 20 janvier 1930.
- 30 novembre : Laura Gilpin, photographe américaine, née le 22 avril 1891.
- 9 décembre : Gerti Deutsch, photographe austro-britannique, née le 19 décembre 1908.

- Date précise inconnue ou non renseignée :
  - Alexandre Grinberg, photographe pictorialiste russe et soviétique, né en 1885.
  - Victor Kinelovskiy, photographe photojournaliste russe et soviétique, né en 1899.

## Célébrations
Centenaire de naissance
- Laure Albin Guillot
- Rudolf Balogh
- Oskar Barnack
- Josep Brangulí
- Albert Harlingue
- Paul Montel
- Joaquim Pla Janini
- Léopold Poiré
- Edward Steichen

Centenaire de décès
- Ludwig Angerer
- José Albiñana
- William Bambridge
- Julia Margaret Cameron
- Henry Collen
- Jean-Baptiste Henri Durand-Brager
- Hercule Florence
- Victor Franck
- André Giroux
- Émile Gsell
- Charles Marville
- Félix-Jacques Moulin
- Antonio Perini
- Franjo Pommer
- James Valentine